# Hochfeld (Bern)
Hochfeld ist ein Quartier der Stadt Bern. Es gehört zu den 2011 bernweit festgelegten 114 gebräuchlichen Quartieren und liegt im Stadtteil II Länggasse-Felsenau, dort im statistischen Bezirk Neufeld. Es grenzt an die gebräuchlichen Quartiere Neufeld, Engeried, Brückfeld und Länggasse. Es wird zum erweiterten Länggassquartier gerechnet.
Im Jahr 2022 lebten im Quartier 1058 Einwohner, davon 896 Schweizer und 162 Ausländer.
Im Quartier befindet sich das Freie Gymnasium Bern, eine vom Kanton subventionierte Privatschule für rund 350 Schüler. Eine Sportanlage umfasst zwei Normturnhallen, einen Außenbereich mit Allwetterplatz, einen Hartplatz sowie eine Basketball-, Handball-, Weitsprung- und Kugelstossanlage.
Die Buslinie 11 bindet das Gebiet verkehrstechnisch an.